# Randament (chimie)
În chimie, termenul de randament face referire la cantitatea de substanță dintr-un anumit produs care se obține în urma unei reacții chimice. De obicei, randamentul este exprimat în unități procentuale (randament relativ), fiind un indicator adesea folosit pentru exprimarea eficacității unui proces chimic.

## Calcul
Randamentul procentual se calculează prin împărțirea cantității obținute de produs (denumită și cantitate practică) la cantitatea teoretică din acel produs, care s-ar fi obținut dacă randamentul era de 100% (denumită și cantitate teoretică):
{\displaystyle {\mbox{randamentul}}={\frac {\mbox{masa practică}}{\mbox{masa teoretică}}}\times 100\,\%}
Altfel spus, cantitatea teoretică este acea cantitate care se determină prin calcule stoechiometrice, pe baza numărului de moli din fiecare compus care participă la reacție. Un astfel de calcul este realizat pentru cazul în care are loc doar o reacție iar reactantul se consumă complet până la finalul reacției.

## Valoare
În practică, randamentul are în aproape toate cazurile o valoare mai mică decât 100 %, din diverse motive:
- Majoritatea reacțiilor sunt incomplete, astfel că reactanții nu se obțin în cantitatea totală în urma procesului. Dacă are loc o reacție inversă, atunci în etapa finală a procesului se regăsesc atât reactanți, cât și produși, într-o stare de echilibru chimic.
- Două sau mai multe reacții pot avea loc simultan, astfel că o parte din reactant poate fi transformat în produși secundari nedoriți.
- Au loc pierderi cantitative de produs în urma proceselor de separare și purificare din amestecul de reacție.
- În materialul precursor, există o anumită cantitate de impurități, care nu vor duce la obținerea de produs.